# Heterodontosaurus
Heterodontosaurus é um gênero de dinossauro ornitísquio heterodontossaurídeo que viveu durante o Jurássico Inferior, 200-190 milhões de anos atrás. Sua única espécie membro conhecida, Heterodontosaurus tucki, foi nomeada em 1962 com base em um crânio descoberto na África do Sul. O nome do gênero significa "lagarto com dentes diferentes", em referência à sua dentição heterodonte incomum; o nome específico homenageia G. C. Tuck, que apoiou os descobridores. Desde então, outros espécimes foram encontrados, incluindo um esqueleto quase completo em 1966.
Embora fosse um dinossauro pequeno, o Heterodontosaurus era um dos maiores membros de sua família, atingindo entre 1,18 m e possivelmente 1,75 m de comprimento e pesando entre 2 e 10 kg. O crânio era alongado, estreito e triangular quando visto de lado. A frente das mandíbulas estava coberta por um bico córneo. Tinha três tipos de dentes; na mandíbula superior, pequenos dentes semelhantes a incisivos eram seguidos por longas presas semelhantes a caninos. Uma lacuna separava as presas dos dentes da face em forma de cinzel. O corpo era curto com cauda longa. Os membros anteriores com cinco dedos eram longos e relativamente robustos, enquanto os membros posteriores eram longos, delgados e tinham quatro dedos.
Heterodontosaurus é o membro homônimo e mais conhecido da família Heterodontosauridae. Esta família é considerada um grupo basal (ou "primitivo") dentro da ordem dos dinossauros ornitísquios, enquanto suas afinidades mais próximas dentro do grupo são debatidas. Apesar das grandes presas, acredita-se que o Heterodontosaurus fosse herbívoro, ou pelo menos onívoro. Embora anteriormente se pensasse que era capaz de locomoção quadrúpede, agora acredita-se que era bípede. A substituição dentária foi esporádica e não contínua, diferentemente de seus parentes. Pelo menos quatro outros gêneros de heterodontossaurídeos são conhecidos nas mesmas formações geológicas do Heterodontosaurus.

## Descoberta

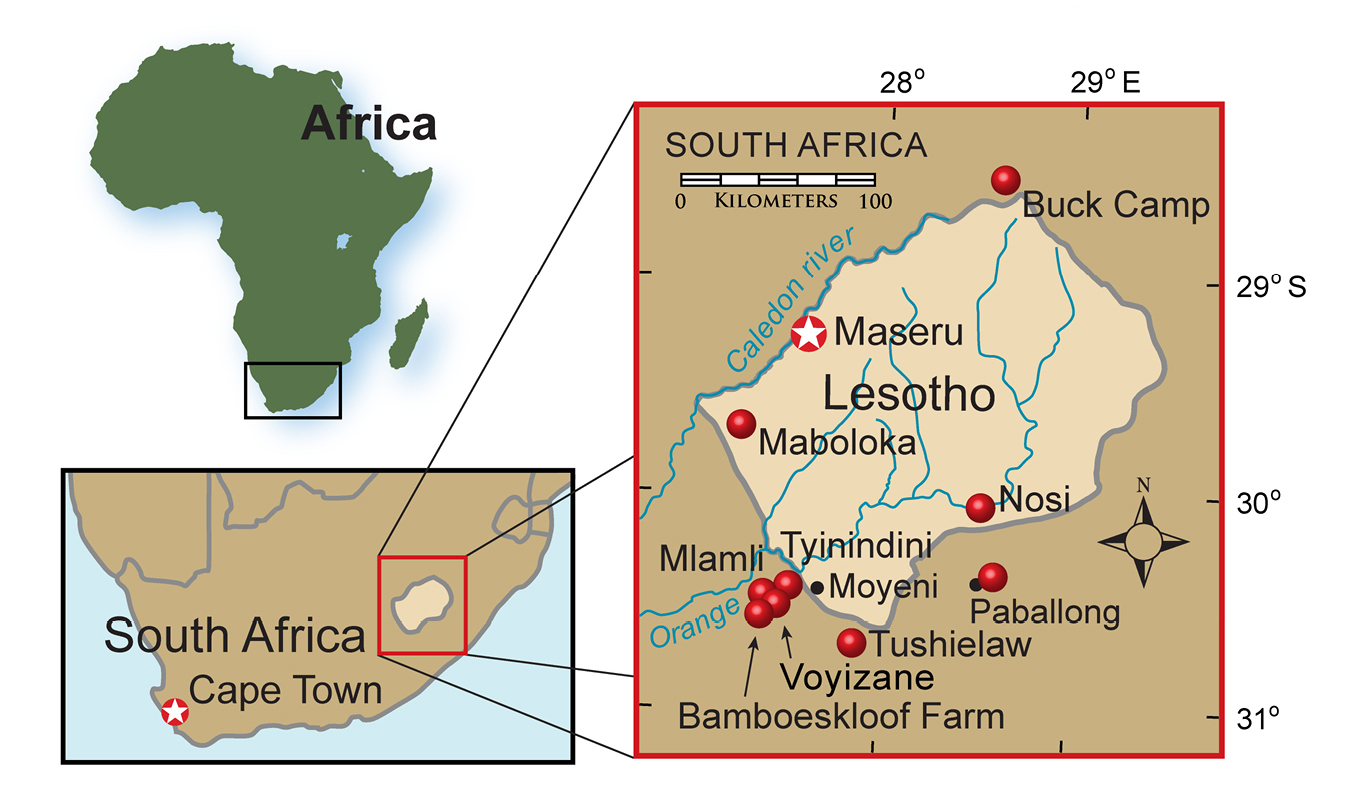
Localizações de Heterodontossaurídeos africanos:Tyinindini, Voyizane e Tushielaw denotam achados de Heterodontosaurus

O espécime holótipo de Heterodontosaurus tucki (SAM-PK-K337) foi descoberto durante a expedição britânica-sul-africana à África do Sul e Basutolândia (antigo nome do Lesoto) em 1961-1962. Hoje está instalado no Museu Sul-Africano Iziko. Foi escavado em uma montanha a uma altitude de cerca de 1.890 m, em uma localidade chamada Tyinindini, no distrito de Transquei (às vezes referido como Herschel) na Província do Cabo, na África do Sul. O espécime consiste em um crânio esmagado, mas quase completo; restos pós-cranianos associados mencionados na descrição original não puderam ser localizados em 2011. O animal foi descrito cientificamente e nomeado em 1962 pelos paleontólogos Alfred Walter Crompton e Alan J. Charig. O nome do gênero refere-se aos dentes de formatos diferentes, e o nome específico homenageia George C. Tuck, diretor da Austin Motor Company, que apoiou a expedição. O espécime não estava totalmente preparado no momento da publicação, portanto apenas as partes anteriores do crânio e da mandíbula foram descritas, e os autores admitiram que sua descrição era preliminar, servindo principalmente para nomear o animal. Foi considerada uma descoberta importante, já que poucos dinossauros ornitísquios eram conhecidos na época. A preparação do corpo de prova, ou seja, a liberação dos ossos da matriz rochosa, foi muito demorada, pois estavam recobertos por uma fina camada ferruginosa, muito dura, contendo hematita. Isso só poderia ser removido com uma serra de diamante, que danificou a amostra.

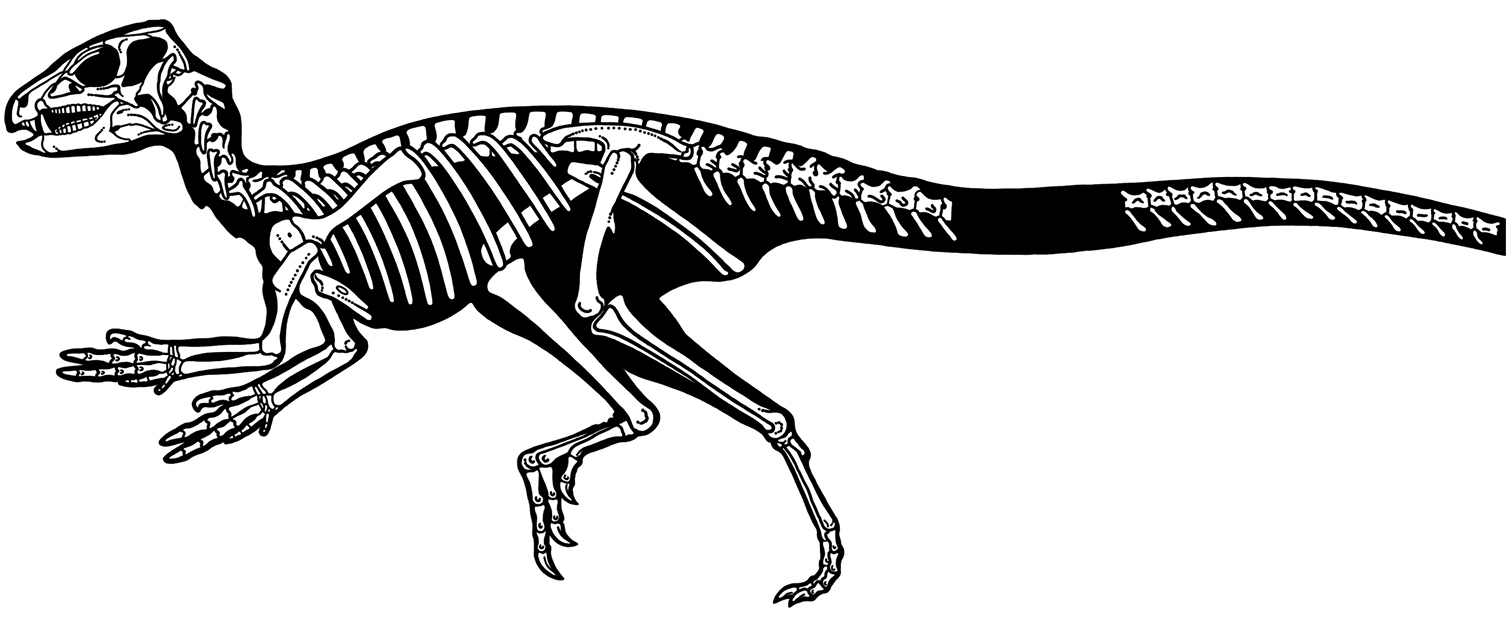
Diagrama do esqueleto do espécime SAM-PK-K1332

Em 1966, um segundo espécime de Heterodontosaurus (SAM-PK-K1332) foi descoberto na localidade de Voyizane, na Formação Elliot do Grupo Stormberg de formações rochosas, 1.770 m acima do nível do mar, na montanha Krommespruit. Este espécime incluía tanto o crânio quanto o esqueleto, preservados em articulação (ou seja, os ossos sendo preservados em sua posição natural em relação uns aos outros), com pouco deslocamento e distorção dos ossos. O esqueleto pós-craniano foi brevemente descrito pelos paleontólogos Albert Santa Luca, Crompton e Charig em 1976. Seus ossos dos membros anteriores já haviam sido discutidos e figurados em um artigo dos paleontólogos Peter Galton e Robert T. Bakker em 1974, já que o espécime foi considerado significativo em estabelecendo que os Dinosauria eram um grupo natural monofilético, enquanto a maioria dos cientistas da época, incluindo os cientistas que descreveram o Heterodontosaurus, pensavam que as duas ordens principais, Saurischia e Ornithischia, não estavam diretamente relacionadas. O esqueleto foi totalmente descrito em 1980. SAM-PK-K1332 é o esqueleto heterodontossaurídeo mais completo descrito até o momento. Embora uma descrição mais detalhada do crânio de Heterodontosaurus tenha sido prometida há muito tempo, ela permaneceu inédita após a morte de Charig em 1997. Somente em 2011 o crânio foi totalmente descrito pelo paleontólogo David B. Norman e colegas.
Outros espécimes referidos ao Heterodontosaurus incluem a parte frontal de um crânio juvenil (SAM-PK-K10487), uma maxila fragmentária (SAM-PK-K1326), uma maxila esquerda com dentes e ossos adjacentes (SAM-PK-K1334), todos de que foram coletados na localidade de Voyizane durante expedições em 1966-1967, embora o primeiro só tenha sido identificado como pertencente a este gênero em 2008. Um focinho parcial (NM QR 1788) encontrado em 1975 na Fazenda Tushielaw ao sul de Voyizane foi pensado para pertencer a Massospondylus até 2011, quando foi reclassificado como Heterodontosaurus. O paleontólogo Robert Broom descobriu um crânio parcial, possivelmente na Formação Clarens, na África do Sul, que foi vendido ao Museu Americano de História Natural em 1913, como parte de uma coleção que consistia quase inteiramente de fósseis de sinapsídeos. Este espécime (AMNH 24000) foi identificado pela primeira vez como pertencente a um Heterodontosaurus subadulto por Sereno, que o relatou em uma monografia de 2012 sobre os Heterodontosauridae, o primeiro artigo de revisão abrangente sobre a família. Esta revisão também classificou um esqueleto pós-craniano parcial (SAM-PK-K1328) de Voyizane como Heterodontosaurus. No entanto, em 2014, Galton sugeriu que poderia pertencer ao gênero relacionado Pegomastax, que foi nomeado por Sereno com base em um crânio parcial da mesma localidade. Em 2005, um novo espécime de Heterodontosaurus (AM 4766) foi encontrado no leito de um rio perto de Grahamstown, na província do Cabo Oriental; estava muito completo, mas as pedras ao redor eram muito difíceis de serem removidas completamente. O espécime foi, portanto, escaneado no European Synchrotron Radiation Facility em 2016, para ajudar a revelar o esqueleto e auxiliar na pesquisa de sua anatomia e estilo de vida, alguns dos quais foram publicados em 2021.
Em 1970, o paleontólogo Richard A. Thulborn sugeriu que Heterodontosaurus era um sinônimo júnior do gênero Lycorhinus, que foi nomeado em 1924 com a espécie L. angustidens, também de um espécime descoberto na África do Sul. Ele reclassificou a espécie-tipo como membro do gênero mais antigo, como a nova combinação Lycorhinus tucki, que considerou distinta devido a pequenas diferenças em seus dentes e em sua estratigrafia. Ele reiterou esta afirmação em 1974, na descrição de uma terceira espécie de Lycorhinus, Lycorhinus consors, após críticas à sinonímia por Galton em 1973. Em 1974, Charig e Crompton concordaram que Heterodontosaurus e Lycorhinus pertenciam à mesma família, Heterodontosauridae, mas discordaram que eram semelhantes o suficiente para serem considerados congêneres. Eles também apontaram que a natureza fragmentária e a má preservação do espécime holótipo de Lycorhinus angustidens tornaram impossível compará-lo totalmente com H. tucki. Apesar da controvérsia, nenhuma das partes examinou o holótipo de L. angustidens em primeira mão, mas depois de fazê-lo, o paleontólogo James A. Hopson também defendeu a separação genérica do Heterodontosaurus em 1975, e moveu L. consors para seu próprio gênero, Abrictosaurus.

## Descrição

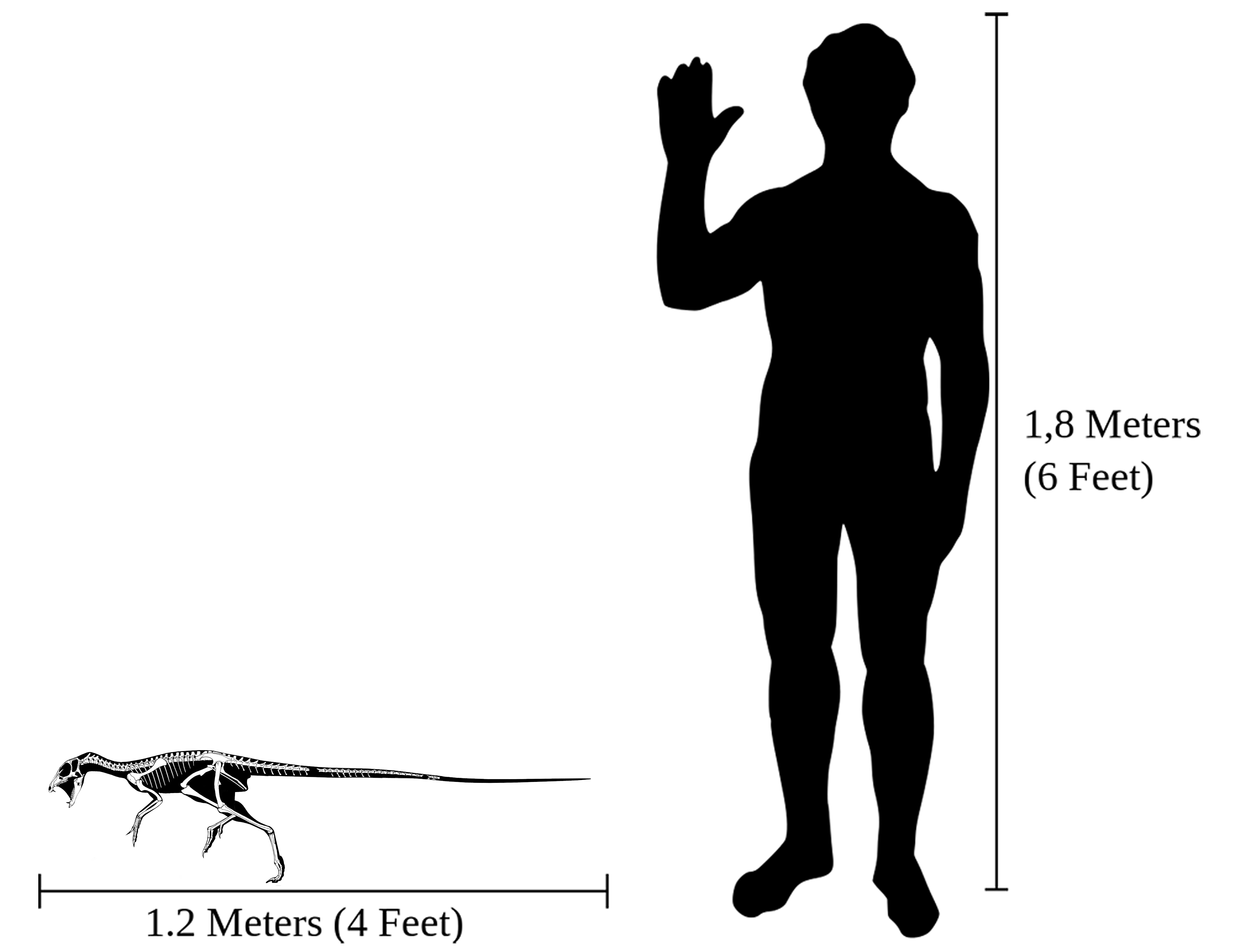
Tamanho do Heterodontosaurus em relação a um humano adulto

Heterodontosaurus era um pequeno dinossauro. O esqueleto mais completo, SAM-PK-K1332, pertencia a um animal medindo cerca de 1,18 m de comprimento. Seu peso foi estimado em 1,8 kg, 2,59 kg e 3,4 kg em estudos separados. O fechamento das suturas vertebrais no esqueleto indica que o espécime era adulto e provavelmente totalmente crescido. Um segundo espécime, consistindo de um crânio incompleto, indica que o Heterodontosaurus poderia ter crescido substancialmente – até um comprimento de 1,75 m. E com uma massa corporal de quase 10 kg. A razão para a diferença de tamanho entre os dois espécimes não é clara e pode refletir a variabilidade dentro de uma única espécie, o dimorfismo sexual ou a presença de duas espécies separadas. O tamanho deste dinossauro foi comparado ao de um peru. O Heterodontosaurus estava entre os maiores membros conhecidos da família Heterodontosauridae. A família contém alguns dos menores dinossauros ornitísquios conhecidos – o Fruitadens norte-americano, por exemplo, atingiu um comprimento de apenas 65 a 75 cm.
Seguindo a descrição do relacionado Tianyulong em 2009, que foi preservado com centenas de longos tegumentos filamentosos (às vezes comparados a cerdas) do pescoço à cauda, Heterodontosaurus também foi retratado com tais estruturas, por exemplo, em publicações dos paleontólogos Gregory S. Paul e Paul Sereno. Sereno afirmou que um Heterodontosaurus pode ter parecido um "ágil porco-espinho de duas pernas" em vida. A restauração publicada por Sereno também apresentava uma hipotética estrutura de exibição localizada no focinho, acima da fossa nasal (depressão).

### Crânio e dentição

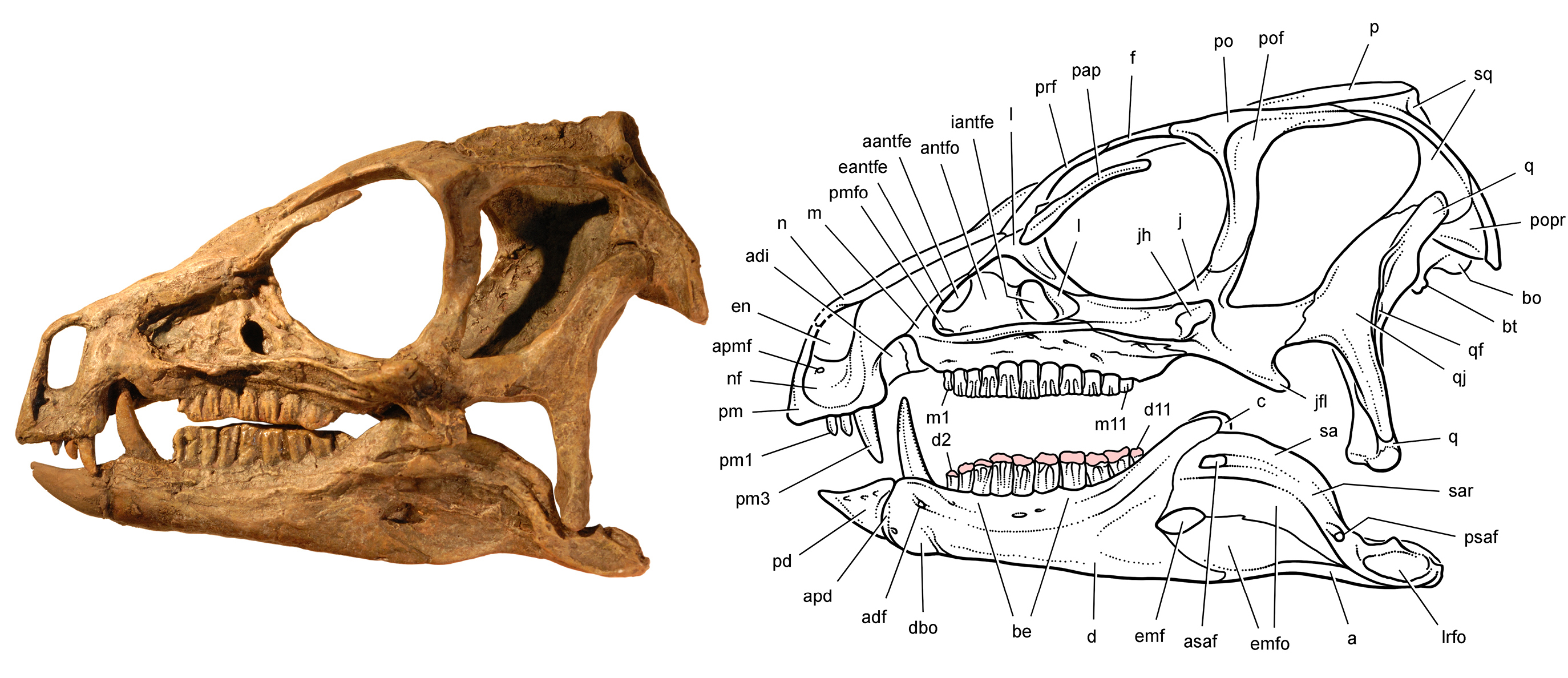
Molde do crânio de SAM-PK-K1332 e reconstrução do diagrama do crânio

O crânio do Heterodontosaurus era pequeno, mas de constituição robusta. Os dois crânios mais completos mediam 108 mm (espécime holótipo SAM-PK-K337) e 121 mm (espécime SAM-PK-K1332) de comprimento. O crânio era alongado, estreito e triangular quando visto de lado, sendo o ponto mais alto a crista sagital, de onde o crânio descia em direção à ponta do focinho. A parte posterior do crânio terminava em forma de gancho, deslocada para o osso quadrado. A órbita (abertura do olho) era grande e circular, e um grande osso semelhante a um esporão, o palpebral, projetava-se para trás na parte superior da abertura. Abaixo da órbita ocular, o osso jugal deu origem a uma saliência projetada lateralmente, ou estrutura semelhante a um chifre. O osso jugal também formava uma “lâmina” que criava uma fenda junto com uma flange no osso pterigóide, para guiar o movimento da mandíbula. Ventralmente, a fossa antorbital era delimitada por uma crista óssea proeminente, à qual a bochecha carnuda do animal teria sido fixada. Também foi sugerido que os Heterodontosauruss e outros orhitísquios basais (ou "primitivos") tinham estruturas semelhantes a lábios, como os lagartos (com base nas semelhanças em suas mandíbulas), em vez de fazer uma ponte de pele entre as mandíbulas superior e inferior (como as bochechas). A janela temporal inferior proporcionalmente grande tinha formato de ovo e estava inclinada para trás, localizada atrás da abertura do olho. A janela temporal superior elíptica era visível apenas na parte superior do crânio. As fenestras temporais superiores esquerda e direita foram separadas pela crista sagital, que teria fornecido superfícies laterais de fixação para a musculatura da mandíbula no animal vivo.
A mandíbula inferior afilava-se para a frente e o osso dentário (a parte principal da mandíbula) era robusto. A parte frontal das mandíbulas era coberta por um bico queratinoso desdentado (ou ranfoteca). O bico superior cobria a frente do osso pré-maxilar e o bico inferior cobria o predentário, que são, respectivamente, os ossos principais da mandíbula superior e inferior nos ornitísquios. Isto é evidenciado pelas superfícies ásperas dessas estruturas. O palato era estreito e afilado na frente. As aberturas externas das narinas eram pequenas e a borda superior dessa abertura não parece ter sido completamente coberta por osso. Se não for devido à quebra, a lacuna pode ter sido formada por tecido conjuntivo em vez de osso. A fossa antorbital, uma grande depressão entre as aberturas dos olhos e das narinas, continha duas aberturas menores. Uma depressão acima do focinho foi denominada "fossa nasal" ou "sulco". Uma fossa semelhante também é vista em Tianyulong, Agilisaurus e Eoraptor, mas sua função é desconhecida. Uma característica incomum do crânio eram os dentes de formatos diferentes (heterodontia) que deram nome ao gênero, que também é conhecido principalmente em mamíferos. A maioria dos dinossauros (e na verdade a maioria dos répteis) tem um único tipo de dente nas mandíbulas, mas o Heterodontosaurus tinha três. A ponta pontiaguda do focinho não tinha dentes, enquanto a parte posterior do pré-maxilar na mandíbula superior tinha três dentes de cada lado. Os primeiros dois dentes superiores eram pequenos e em formato de cone (comparáveis aos incisivos), enquanto o terceiro de cada lado era muito alargado, formando presas proeminentes semelhantes a caninos. Esses primeiros dentes provavelmente estavam parcialmente envolvidos pelo bico superior. Os dois primeiros dentes da mandíbula inferior também formavam caninos, mas eram muito maiores que os equivalentes superiores.

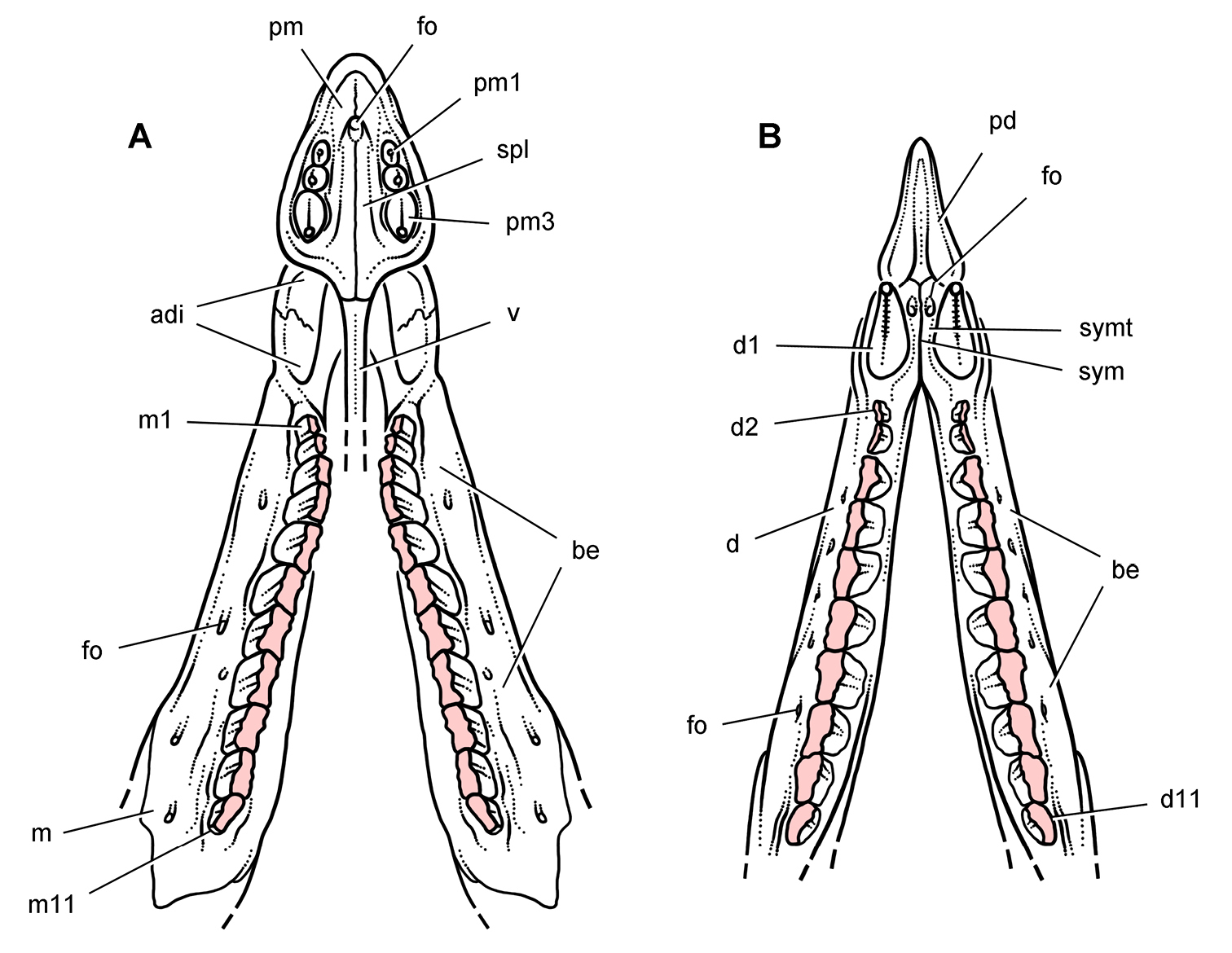
Diagramas mostrando a dentição da mandíbula superior e inferior

Os caninos tinham serrilhados finos ao longo da borda posterior, mas apenas os inferiores eram serrilhados na frente. Onze dentes maxilares altos e em forma de cinzel revestiam cada lado das partes posteriores da mandíbula superior, que eram separados dos caninos por um grande diastema (lacuna). Os dentes da bochecha aumentaram gradualmente de tamanho, sendo os dentes do meio maiores, e diminuíram de tamanho a partir deste ponto. Esses dentes tinham uma espessa camada de esmalte na parte interna e eram adaptados ao desgaste (hipsodontia), e tinham raízes longas, firmemente incrustadas em seus alvéolos. As presas da mandíbula inferior se encaixam em uma reentrância no diastema da mandíbula superior. Os dentes da mandíbula inferior geralmente correspondiam aos da mandíbula superior, embora a superfície do esmalte deles estivesse do lado externo. As fileiras de dentes superiores e inferiores foram inseridas, o que criou uma "reentrância na bochecha" também vista em outros ornitísquios.

### Esqueleto pós-craniano

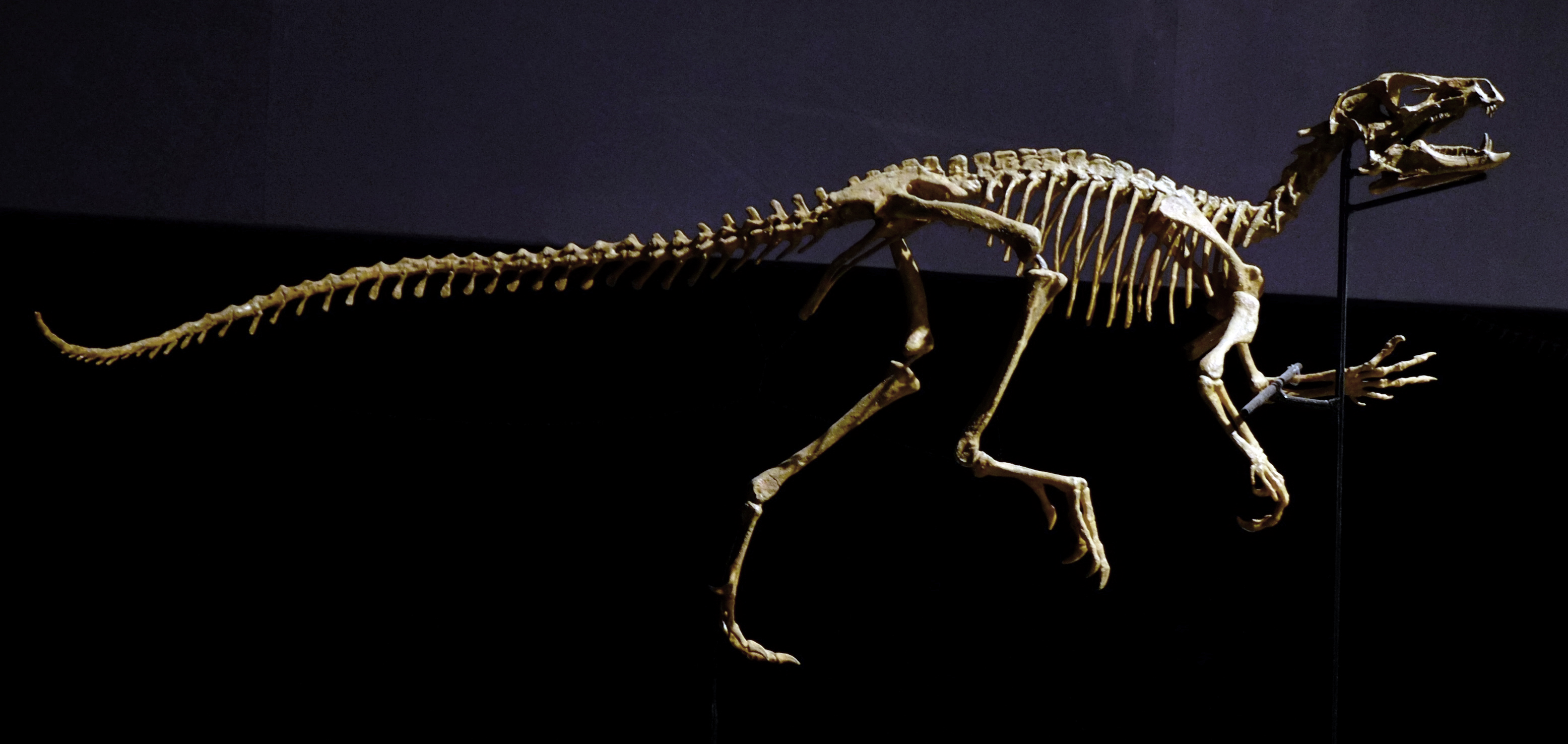
Esqueleto reconstruído no Japão

O pescoço consistia em nove vértebras cervicais, que teriam formado uma curva em forma de S, conforme indicado pelo formato dos corpos vertebrais na vista lateral do esqueleto. Os corpos vertebrais das vértebras cervicais anteriores têm formato de paralelogramo, os do meio são retangulares e os posteriores apresentam formato trapezoidal. O tronco era curto, consistindo de 12 vértebras dorsais e 6 vértebras sacrais fundidas. A cauda era longa comparada ao corpo; embora incompletamente conhecido, provavelmente consistia de 34 a 37 vértebras caudais. A coluna dorsal foi enrijecida por tendões ossificados, começando pela quarta vértebra dorsal. Esta característica está presente em muitos outros dinossauros ornitísquios e provavelmente contrabalançou o estresse causado pelas forças de flexão que atuam na coluna durante a locomoção bípede. Em contraste com muitos outros ornitísquios, a cauda do Heterodontosaurus não possuía tendões ossificados e, portanto, era provavelmente flexível.
A omoplata era coberta por um elemento adicional, a supraescápula, que, entre os dinossauros, só é conhecida pelo Parksosaurus. Na região do peito, o Heterodontosaurus possuía um par de placas esternais bem desenvolvidas que se assemelhavam às dos terópodes, mas eram diferentes das placas esternais muito mais simples de outros ornitísquios. As placas esternais eram conectadas à caixa torácica por elementos conhecidos como costelas esternais. Ao contrário de outros ornitísquios, esta conexão era móvel, permitindo que o corpo se expandisse durante a respiração. O Heterodontosaurus é o único ornitísquio conhecido que possuía gastrália (elementos ósseos dentro da pele entre as placas esternais e o púbis da pelve). As gastrálias foram dispostas em duas fileiras longitudinais, cada uma contendo cerca de nove elementos. A pélvis era longa e estreita, com um púbis semelhante ao dos ornitísquios mais avançados.

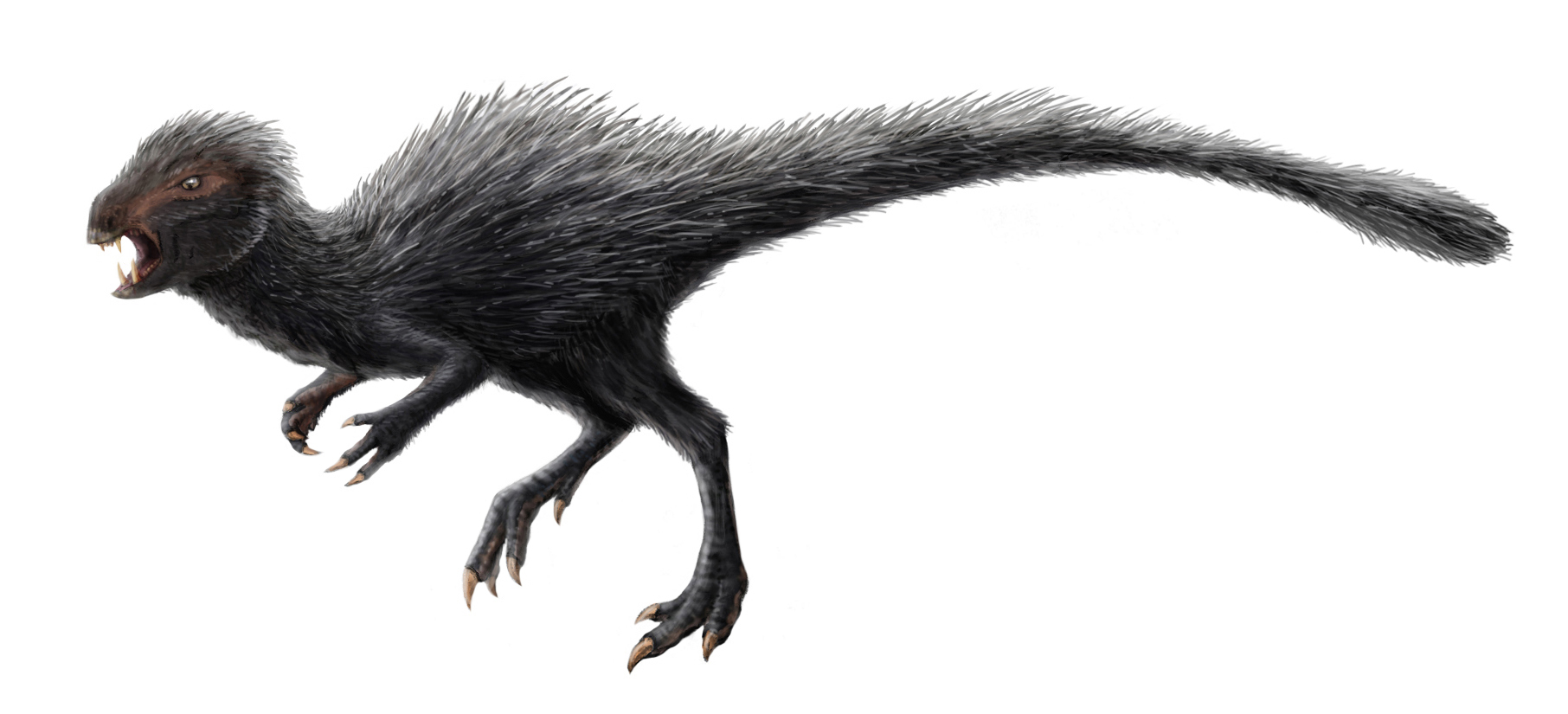
Restauração com tegumento baseado no gênero relacionado Tianyulong

Os membros anteriores eram de constituição robusta e proporcionalmente longos, medindo 70% do comprimento dos membros posteriores. O raio do antebraço media 70% do comprimento do úmero (osso do antebraço). A mão era grande, aproximando-se do úmero em comprimento, e possuía cinco dedos equipados para agarrar. O segundo dedo era o mais longo, seguido pelo terceiro e pelo primeiro dedo (o polegar). Os primeiros três dedos terminavam em garras grandes e fortes. O quarto e quinto dedos estavam fortemente reduzidos e possivelmente vestigiais. A fórmula falangeana, que indica o número de ossos dos dedos em cada dedo começando pelo primeiro, era 2-3-4-3-2.
Os membros posteriores eram longos, delgados e terminavam em quatro dedos, sendo que o primeiro deles (o hálux) não tocava o solo. Exclusivamente para os ornitísquios, vários ossos da perna e do pé foram fundidos: a tíbia e a fíbula foram fundidas com os ossos do tarso superiores (astrágalo e calcâneo), formando um tibiotarso, enquanto os ossos do tarso inferiores foram fundidos com os ossos metatarsais, formando um tarsometatarso. Esta constelação também pode ser encontrada em aves modernas, onde evoluiu de forma independente. O tibiotarso era cerca de 30% mais longo que o fêmur. Os ossos ungueais dos dedos dos pés eram semelhantes a garras, e não a cascos, como nos ornitísquios mais avançados.

## Classificação

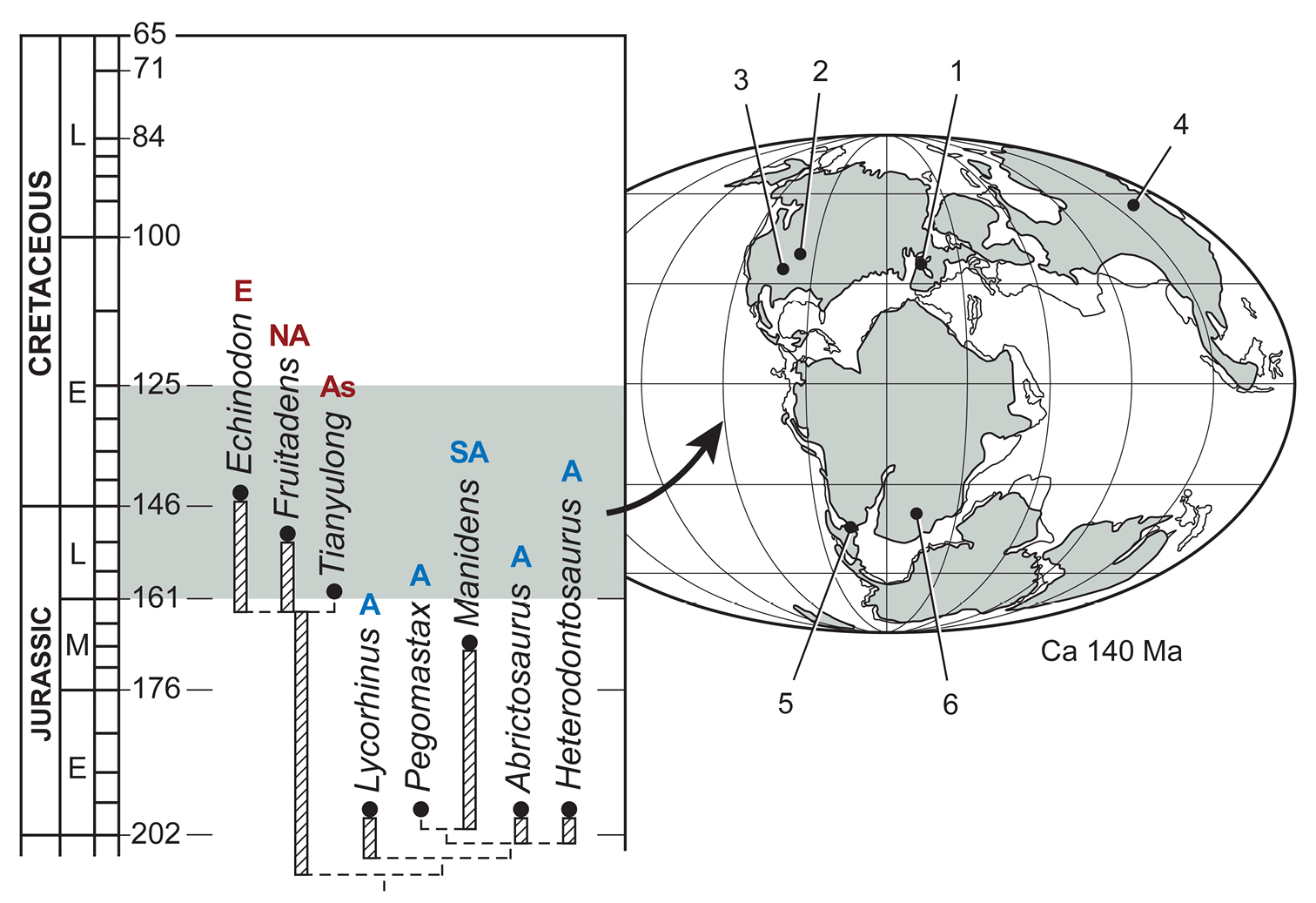
Distribuição biogeográfica de heterodontossaurídeos no tempo

Quando foi descrito em 1962, o Heterodontosaurus foi classificado como um membro primitivo dos Ornithischia, uma das duas principais ordens de Dinosauria (sendo a outra Saurischia). Os autores o consideraram mais semelhante aos gêneros pouco conhecidos Geranosaurus e Lycorhinus, o segundo dos quais até então considerado um mamífero-tronco terapsídeo devido à sua dentição. Eles notaram algumas semelhanças com os ornitópodes e colocaram provisoriamente o novo gênero nesse grupo. Os paleontólogos Alfred Romer e Oskar Kuhn nomearam independentemente a família Heterodontosauridae em 1966 como uma família de dinossauros ornitísquios, incluindo Heterodontosaurus e Lycorhinus. Em vez disso, Thulborn considerou esses animais como hipsilofodontídeos, e não como uma família distinta. Bakker e Galton reconheceram o Heterodontosaurus como importante para a evolução dos dinossauros ornitísquios, já que seu padrão de mão era compartilhado com os saurísquios primitivos e, portanto, era primitivo ou basal para ambos os grupos. Isto foi contestado por alguns cientistas que acreditavam que os dois grupos evoluíram independentemente dos ancestrais dos arcossauros "tecodontianos", e que suas semelhanças se deviam à evolução convergente. Alguns autores também sugeriram uma relação, como descendente/ancestral, entre heterodontossaurídeos e fabrossaurídeos, ambos sendo ornitísquios primitivos, bem como com ceratopsianos primitivos, como o Psittacosaurus, embora a natureza dessas relações tenha sido debatida.
Na década de 1980, a maioria dos pesquisadores considerava os heterodontossaurídeos como uma família distinta de dinossauros ornitísquios primitivos, mas com uma posição incerta em relação a outros grupos dentro da ordem. No início do século XXI, as teorias predominantes eram de que a família era o grupo irmão dos Marginocephalia (que inclui paquicefalossaurídeos e ceratopsianos), ou dos Cerapoda (o primeiro grupo mais ornitópodes), ou como uma das radiações mais basais dos ornitísquios, antes da divisão da Genasauria (que inclui os ornitísquios derivados). Heterodontosauridae foi definido como um clado por Sereno em 1998 e 2005, e o grupo compartilha características do crânio, como três ou menos dentes em cada pré-maxila, dentes caniniformes seguidos por um diastema e um corno jugal abaixo do olho. Em 2006, o paleontólogo Xu Xing e colegas nomearam o clado Heterodontosauriformes, que incluía Heterodontosauridae e Marginocephalia, uma vez que algumas características anteriormente conhecidas apenas de Heterodontosauruss também foram vistas no gênero ceratopsiano basal Yinlong.
Muitos gêneros foram referidos como Heterodontosauridae desde que a família foi erigida, mas Heterodontosaurus continua sendo o gênero mais conhecido e tem funcionado como o principal ponto de referência para o grupo na literatura paleontológica. O cladograma abaixo mostra as inter-relações dentro dos Heterodontosauridae, e segue a análise de Sereno, 2012:

|  | Echinodon  |
|  |            |
|  | Fruitadens |
|  |            |
|  | Tianyulong |
|  |            |

|  | Pegomastax |
|  |            |
|  | Manidens   |
|  |            |

|  | Abrictosaurus     |
|  |                   |
|  | Heterodontosaurus |
|  |                   |

|  | Pegomastax |
|  |            |
|  | Manidens   |
|  |            |

|  | Abrictosaurus     |
|  |                   |
|  | Heterodontosaurus |
|  |                   |

|  | Pegomastax |
|  |            |
|  | Manidens   |
|  |            |

|  | Abrictosaurus     |
|  |                   |
|  | Heterodontosaurus |
|  |                   |

|  | Pegomastax |
|  |            |
|  | Manidens   |
|  |            |

|  | Abrictosaurus     |
|  |                   |
|  | Heterodontosaurus |
|  |                   |

|  | Echinodon  |
|  |            |
|  | Fruitadens |
|  |            |
|  | Tianyulong |
|  |            |

|  | Pegomastax |
|  |            |
|  | Manidens   |
|  |            |

|  | Abrictosaurus     |
|  |                   |
|  | Heterodontosaurus |
|  |                   |

|  | Pegomastax |
|  |            |
|  | Manidens   |
|  |            |

|  | Abrictosaurus     |
|  |                   |
|  | Heterodontosaurus |
|  |                   |

|  | Pegomastax |
|  |            |
|  | Manidens   |
|  |            |

|  | Abrictosaurus     |
|  |                   |
|  | Heterodontosaurus |
|  |                   |

|  | Pegomastax |
|  |            |
|  | Manidens   |
|  |            |

|  | Abrictosaurus     |
|  |                   |
|  | Heterodontosaurus |
|  |                   |

Os heterodontossaurídeos persistiram desde o Triássico Superior até o período Cretáceo Inferior e existiram por pelo menos 100 milhões de anos. Eles são conhecidos na África, na Eurásia e nas Américas, mas a maioria foi encontrada no sul da África. Os heterodontossaurídeos parecem ter se dividido em duas linhagens principais no Jurássico Inferior; um com dentes de coroa baixa e outro com dentes de coroa alta (incluindo o Heterodontosaurus). Os membros desses grupos estão divididos biogeograficamente, sendo o grupo de coroa baixa descoberto em áreas que já fizeram parte da Laurásia (massa de terra do norte), e o grupo de coroa alta em áreas que faziam parte de Gondwana (massa de terra do sul). Em 2012, Sereno rotulou os membros deste último agrupando uma subfamília distinta, Heterodontosaurinae. O Heterodontossurus parece ser o heterodontossaurino mais derivado, devido aos detalhes em seus dentes, como esmalte muito fino, disposto em padrão assimétrico. As características únicas dos dentes e mandíbulas dos heterodontossaurinos parecem ser especializações para o processamento eficaz de material vegetal, e seu nível de sofisticação é comparável ao dos ornitísquios posteriores.
Em 2017, semelhanças entre os esqueletos do Heterodontosaurus e do primeiro terópode Eoraptor foram usadas pelo paleontólogo Matthew G. Baron e colegas para sugerir que os ornitísquios deveriam ser agrupados com os terópodes em um grupo chamado Ornithoscelida. Tradicionalmente, os terópodes foram agrupados com os sauropodomorfos no grupo Saurischia. Em 2020, o paleontólogo Paul-Emile Dieudonné e colegas sugeriram que os membros dos Heterodontosauridae eram marginocéfalos basais, não formando seu próprio grupo natural, levando progressivamente ao Pachycephalosauria e, portanto, eram membros basais desse grupo. Esta hipótese reduziria a linhagem fantasma dos paquicefalossauros e remontaria as origens dos ornitópodes ao Jurássico Inferior. A subfamília Heterodontosaurinae foi considerada um clado válido dentro de Pachycephalosauria, contendo Heterodontosaurus, Abrictosaurus e Lycorhinus.

## Paleobiologia

### Dieta e função da presa
O Heterodontosaurus é comumente considerado um dinossauro herbívoro. Em 1974, Thulborn propôs que as presas do dinossauro não desempenhavam nenhum papel importante na alimentação; em vez disso, teriam sido usados em combate com membros da mesma espécie, para exibição, como uma ameaça visual ou para defesa ativa. Funções semelhantes são vistas nas presas ampliadas dos cervos-latidores e cervos-rato modernos, mas as presas curvas dos javalis (usados para escavar) são diferentes.
Vários estudos mais recentes levantaram a possibilidade de que o dinossauro fosse onívoro e usasse suas presas para matar presas durante uma caça ocasional. Em 2000, Paul Barrett sugeriu que o formato dos dentes pré-maxilares e o serrilhado fino das presas lembram animais carnívoros, sugerindo carnivoria facultativa. Em contraste, o muntjac não possui serrilhado em suas presas. Em 2008, Butler e colegas argumentaram que as presas aumentadas se formaram no início do desenvolvimento do indivíduo e, portanto, não poderiam constituir dimorfismo sexual. O combate com membros da mesma espécie é, portanto, uma função improvável, já que presas aumentadas seriam esperadas apenas em machos se fossem uma ferramenta de combate. Em vez disso, as funções de alimentação ou defesa são mais prováveis. Também foi sugerido que o Heterodontosaurus poderia ter usado seus chefes jugais para desferir golpes durante o combate, e que o osso palpebral poderia ter protegido os olhos contra tais ataques. Em 2011, Norman e colegas chamaram a atenção para os braços e mãos, que são relativamente longos e equipados com garras grandes e recurvadas. Essas características, combinadas com os longos membros posteriores que permitiam uma corrida rápida, teriam tornado o animal capaz de capturar pequenas presas. Como onívoro, o Heterodontosaurus teria tido uma vantagem de seleção significativa durante a estação seca, quando a vegetação era escassa.

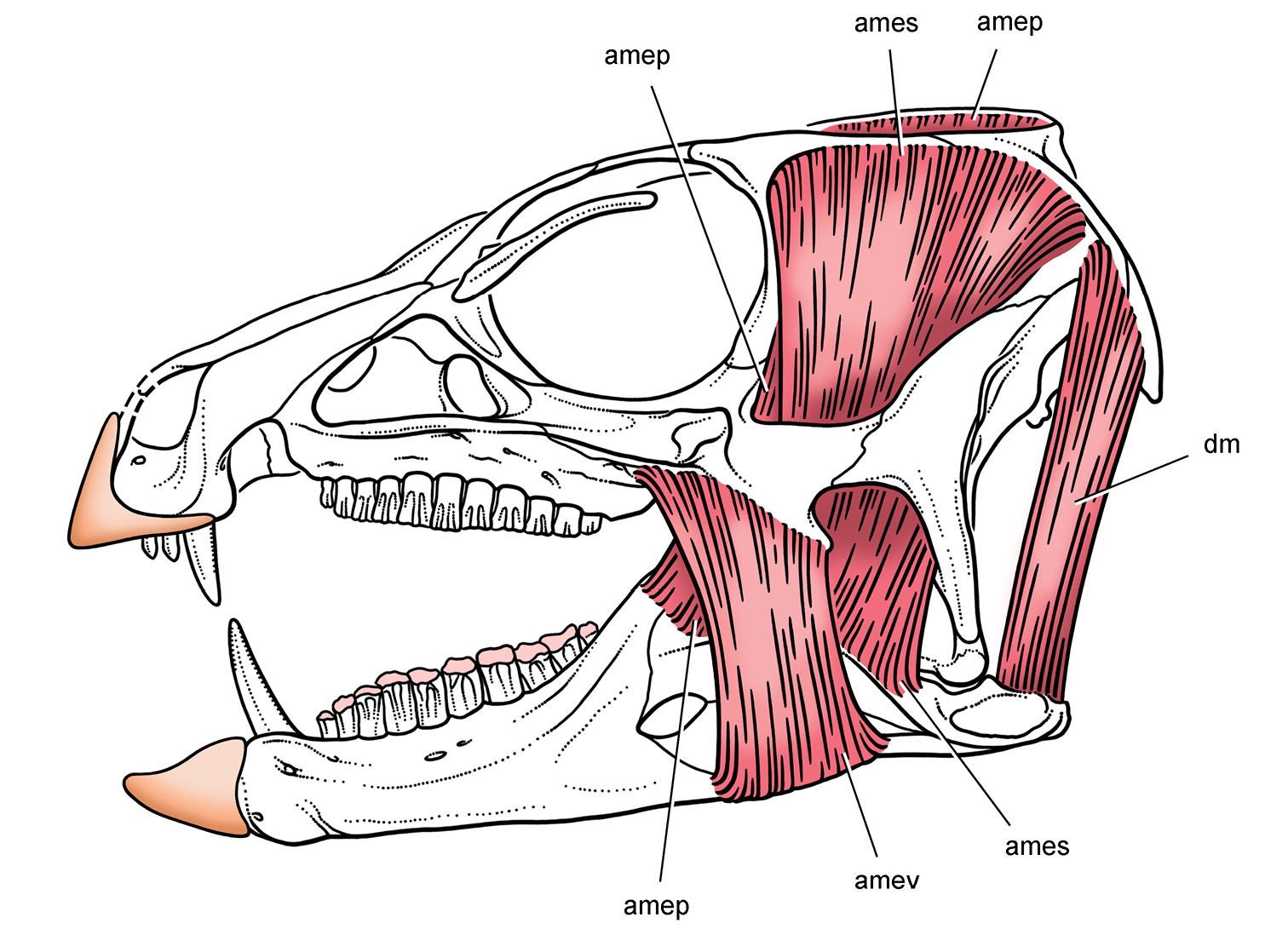
Reconstrução da musculatura da mandíbula e revestimento de queratina do bico

Em 2012, Sereno apontou várias características do crânio e da dentição que sugerem uma dieta puramente ou pelo menos preponderantemente herbívora. Estes incluem o bico córneo e os dentes da bochecha especializados (adequados para cortar a vegetação), bem como as bochechas carnudas que teriam ajudado a manter o alimento na boca durante a mastigação. Os músculos da mandíbula foram aumentados e a articulação da mandíbula foi colocada abaixo do nível dos dentes. Esta posição profunda da articulação da mandíbula teria permitido uma mordida uniformemente distribuída ao longo da fileira de dentes, em contraste com a mordida em tesoura vista nos dinossauros carnívoros. Finalmente, o tamanho e a posição das presas são muito diferentes em membros separados dos Heterodontosauridae; uma função específica na alimentação parece, portanto, improvável. Sereno supôs que os heterodontossaurídeos eram comparáveis aos queixadas de hoje, que possuem presas semelhantes e se alimentam de uma variedade de materiais vegetais, como raízes, tubérculos, frutas, sementes e grama. Butler e colegas sugeriram que o aparelho de alimentação do Heterodontosaurus era especializado para processar material vegetal resistente, e que os membros da família que sobreviveram tardiamente (Fruitadens, Tianyulong e Echinodon) provavelmente apresentavam uma dieta mais generalizada, incluindo plantas e invertebrados. O Heterodontosaurus foi caracterizado por uma mordida forte em pequenos ângulos de abertura, mas os membros posteriores foram adaptados a uma mordida mais rápida e aberturas mais largas. Um estudo de 2016 sobre a mecânica da mandíbula dos ornitísquios descobriu que as forças relativas de mordida do Heterodontosaurus eram comparáveis às do Scelidosaurus, mais derivado. O estudo sugeriu que as presas poderiam ter desempenhado um papel na alimentação, pastando contra o bico inferior enquanto cortavam a vegetação.

### Substituição dentária e estivação
Muita controvérsia tem cercado a questão de saber se, e até que ponto, o Heterodontosaurus mostrou a substituição contínua de dentes, típica de outros dinossauros e répteis. Em 1974 e 1978, Thulborn descobriu que os crânios conhecidos na época não tinham qualquer indicação de substituição dentária contínua: os dentes da bochecha dos crânios conhecidos estão desgastados uniformemente, indicando que se formaram simultaneamente. Os dentes recém-erupcionados estão ausentes. Outras evidências foram derivadas das facetas de desgaste dos dentes, que foram formadas pelo contato dente a dente da dentição inferior com a superior. As facetas de desgaste foram fundidas umas nas outras, formando uma superfície contínua ao longo de toda a fileira dentária. Esta superfície indica que a procissão alimentar foi conseguida por movimentos das mandíbulas para a frente e para trás, e não por simples movimentos verticais, como era o caso de dinossauros aparentados, como o Fabrosaurus. Os movimentos para frente e para trás só são possíveis se os dentes estiverem desgastados uniformemente, fortalecendo novamente o argumento da falta de uma substituição dentária contínua. Simultaneamente, Thulborn enfatizou que a substituição regular dos dentes era essencial para esses animais, já que a suposta dieta composta por material vegetal resistente teria levado à rápida abrasão dos dentes. Essas observações levaram Thulborn a concluir que o Heterodontosaurus deve ter substituído toda a sua dentição de uma só vez e regularmente. Uma substituição tão completa só poderia ter sido possível nas fases de estivação, quando o animal não se alimentava. A estivação também está de acordo com o suposto habitat dos animais, que teria sido desértico, incluindo estações quentes e secas, quando a comida era escassa.
Uma análise abrangente conduzida em 1980 por Hopson questionou as ideias de Thulborn. Hopson mostrou que os padrões de facetas de desgaste nos dentes, na verdade, indicam movimentos verticais e laterais, em vez de movimentos mandibulares para frente e para trás. Além disso, Hopson demonstrou variabilidade no grau de desgaste dentário, indicando substituição dentária contínua. Ele reconheceu que as imagens de raios X do espécime mais completo mostraram que esse indivíduo realmente não possuía dentes substitutos não irrompidos. Segundo Hopson, isso indicava que apenas os juvenis substituíam continuamente os dentes e que esse processo cessava ao atingir a idade adulta. A hipótese de estivação de Thulborn foi rejeitada por Hopson devido à falta de evidências.
Em 2006, Butler e colegas realizaram tomografia computadorizada do crânio juvenil SAM-PK-K10487. Para surpresa destes investigadores, dentes substitutos ainda por nascer estavam presentes mesmo nesta fase ontogenética inicial. Apesar destas descobertas, os autores argumentaram que a substituição dentária deve ter ocorrido uma vez que os jovens apresentavam a mesma morfologia dentária que os indivíduos adultos – esta morfologia teria mudado se o dente simplesmente crescesse continuamente. Concluindo, Butler e colegas sugeriram que a substituição dentária no Heterodontosaurus deve ter sido mais esporádica do que em dinossauros aparentados.  Os dentes substitutos não irrompidos no Heterodontosaurus não foram descobertos até 2011, quando Norman e colegas descreveram a mandíbula superior do espécime SAM-PK-K1334. Outro crânio juvenil (AMNH 24000) descrito por Sereno em 2012 também produziu dentes substitutos não erupcionados. Como mostram essas descobertas, a substituição dentária no Heterodontosaurus era episódica e não contínua como em outros heterodontossaurídeos. Os dentes não erupcionados são triangulares em vista lateral, que é a morfologia dentária típica dos ornitísquios basais. A forma característica em forma de cinzel dos dentes totalmente irrompidos resultou, portanto, do contato dente com dente entre a dentição dos maxilares superior e inferior.

### Locomoção, metabolismo e respiração
Embora a maioria dos pesquisadores agora considere o Heterodontosaurus um corredor bípede, alguns estudos anteriores propuseram uma locomoção parcial ou totalmente quadrúpede. Em 1980, Santa Luca descreveu várias características do membro anterior que também estão presentes em animais quadrúpedes recentes e implicam uma forte musculatura do braço: Estas incluem um grande olécrano (uma eminência óssea que forma a parte superior da ulna), alargando o braço de alavanca do antebraço. O epicôndilo medial do úmero foi aumentado, proporcionando locais de fixação para fortes músculos flexores do antebraço. Além disso, as projeções nas garras podem ter aumentado o impulso da mão para a frente durante a caminhada. De acordo com Santa Luca, o Heterodontosaurus era quadrúpede quando se movia lentamente, mas era capaz de mudar para uma corrida bípede muito mais rápida. As paleontólogas Teresa Maryańska e Halszka Osmólska apoiaram a hipótese de Santa Luca em 1985; além disso, eles notaram que a espinha dorsal estava fortemente flexionada para baixo no espécime mais completamente conhecido. Em 1987, Gregory S. Paul sugeriu que o Heterodontosaurus poderia ter sido obrigatoriamente quadrúpede e que esses animais teriam galopado para uma locomoção rápida.  David Weishampel e Lawrence Witmer em 1990, bem como Norman e colegas em 2004, argumentaram a favor da locomoção exclusivamente bípede, baseada na morfologia das garras e da cintura escapular. As evidências anatômicas sugeridas por Santa Luca foram identificadas como adaptações para forrageamento; os braços robustos e fortes podem ter sido usados para desenterrar raízes e abrir ninhos de insetos.
A maioria dos estudos considera os dinossauros como animais endotérmicos (de sangue quente), com um metabolismo elevado comparável ao dos mamíferos e aves atuais. Num estudo de 2009, Herman Pontzer e colegas calcularam a resistência aeróbica de vários dinossauros. Mesmo em velocidades moderadas de corrida, o Heterodontosaurus teria excedido as capacidades aeróbicas máximas possíveis para um animal ectotérmico (de sangue frio), apontado endotermia neste gênero.
Os dinossauros provavelmente possuíam um sistema de sacos aéreos como o encontrado nas aves modernas, que ventilavam um pulmão imóvel. O fluxo de ar foi gerado pela contração do tórax, permitida pela mobilidade das costelas esternais e pela presença de gastrália. Extensões dos sacos aéreos também invadiram os ossos, formando escavações e câmaras, condição conhecida como pneumaticidade esquelética pós-craniana. Os ornitísquios, com exceção do Heterodontosaurus, não possuíam costelas esternais móveis e gastrália, e todos os ornitísquios (incluindo o Heterodontosaurus) não possuíam pneumaticidade esquelética pós-craniana. Em vez disso, os ornitísquios tinham uma extensão anterior proeminente do púbis, o processo púbico anterior (APP), que estava ausente em outros dinossauros. Com base em dados síncrotron de um espécime bem preservado de Heterodontosaurus (AM 4766), Viktor Radermacher e colegas, em 2021, argumentaram que o sistema respiratório dos ornitísquios diferia drasticamente do de outros dinossauros, e que o Heterodontosaurus representa um estágio intermediário. Segundo esses autores, os ornitísquios perderam a capacidade de contrair o tórax para respirar e, em vez disso, passaram a contar com um músculo que ventilava diretamente o pulmão, que denominaram músculo puberoperitoneal. A APP da pelve teria fornecido o local de fixação desse músculo. O Heterodontosaurus tinha uma APP incipiente e sua gastrália foi reduzida em comparação com os dinossauros não ornitísquios, sugerindo que a pelve já estava envolvida na respiração enquanto a contração torácica se tornava menos importante.

### Crescimento e dimorfismo sexual proposto

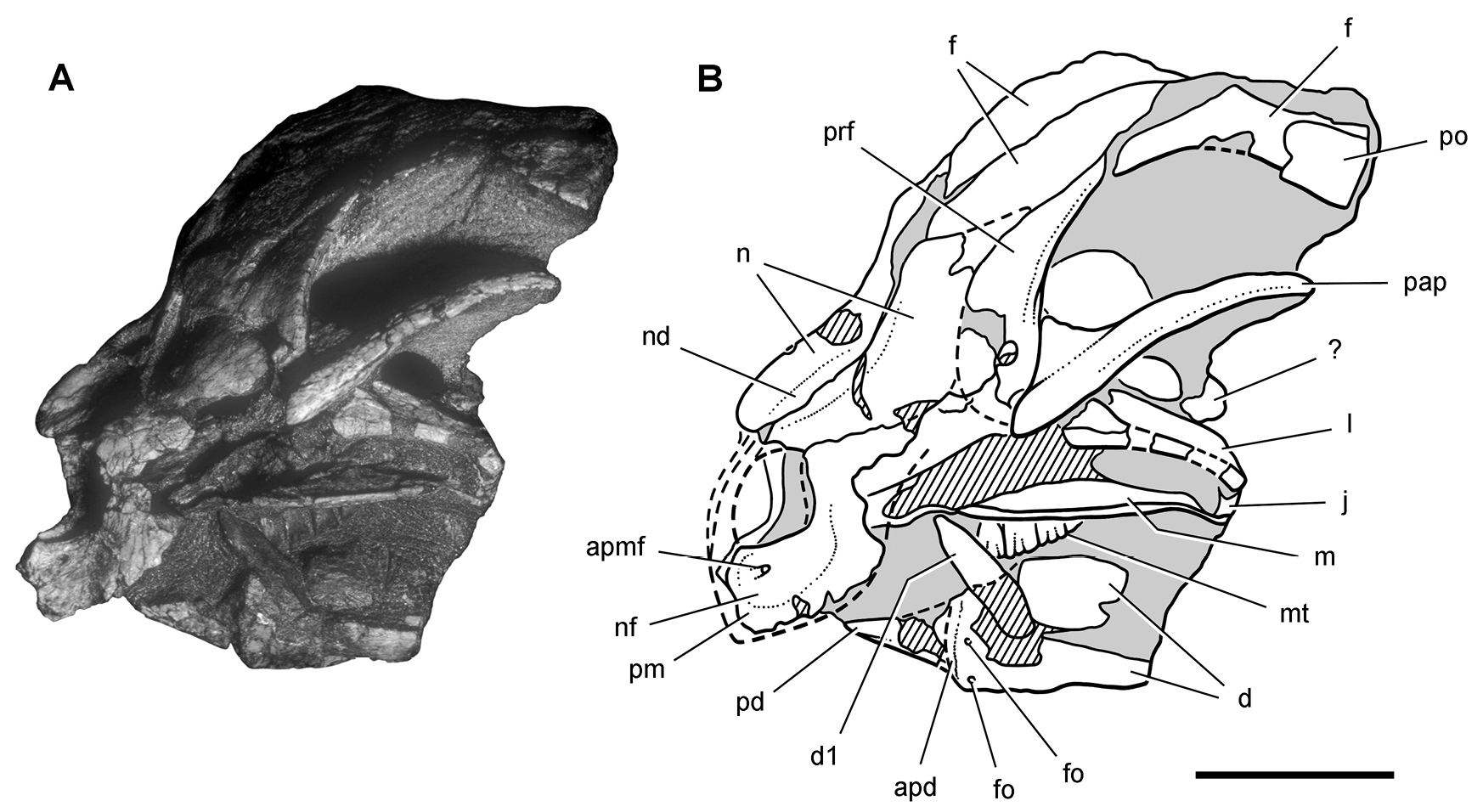
SAM-PK-K10487, um crânio juvenil

A ontogenia, ou o desenvolvimento do indivíduo de juvenil a adulto, é pouco conhecida para o Heterodontosaurus, pois os exemplares juvenis são escassos. Conforme mostrado pelo crânio juvenil SAM-PK-K10487, as órbitas oculares tornaram-se proporcionalmente menores à medida que o animal crescia, e o focinho tornou-se mais longo e continha dentes adicionais. Mudanças semelhantes foram relatadas para vários outros dinossauros. A morfologia dos dentes, porém, não mudou com a idade, indicando que a dieta dos juvenis era igual à dos adultos. O comprimento do crânio juvenil foi sugerido em 45 mm. Assumindo proporções corporais semelhantes às dos indivíduos adultos, o comprimento do corpo deste jovem teria sido de 450 mm. Na verdade, o indivíduo provavelmente teria sido menor, uma vez que os animais jovens em geral apresentam cabeças proporcionalmente maiores.
Em 1974, Thulborn sugeriu que as grandes presas dos heterodontossaurídeos representavam uma característica sexual secundária. De acordo com esta teoria, apenas indivíduos adultos do sexo masculino teriam possuído presas totalmente desenvolvidas; o espécime holótipo do Abrictosaurus relacionado, que não tinha presas, teria representado uma fêmea. Esta hipótese foi questionada pelo paleontólogo Richard Butler e colegas em 2006, que argumentaram que o crânio juvenil SAM-PK-K10487 possuía presas apesar do seu estado inicial de desenvolvimento. Neste estado, não são esperadas características sexuais secundárias. Além disso, as presas estão presentes em quase todos os crânios conhecidos de Heterodontosaurus; a presença de dimorfismo sexual, entretanto, sugeriria uma proporção de 50:50 entre indivíduos com presas e aqueles sem presas. A única exceção é o espécime holótipo do Abrictosaurus; a falta de presas neste indivíduo é interpretada como uma especialização deste gênero específico.

## Paleoambiente

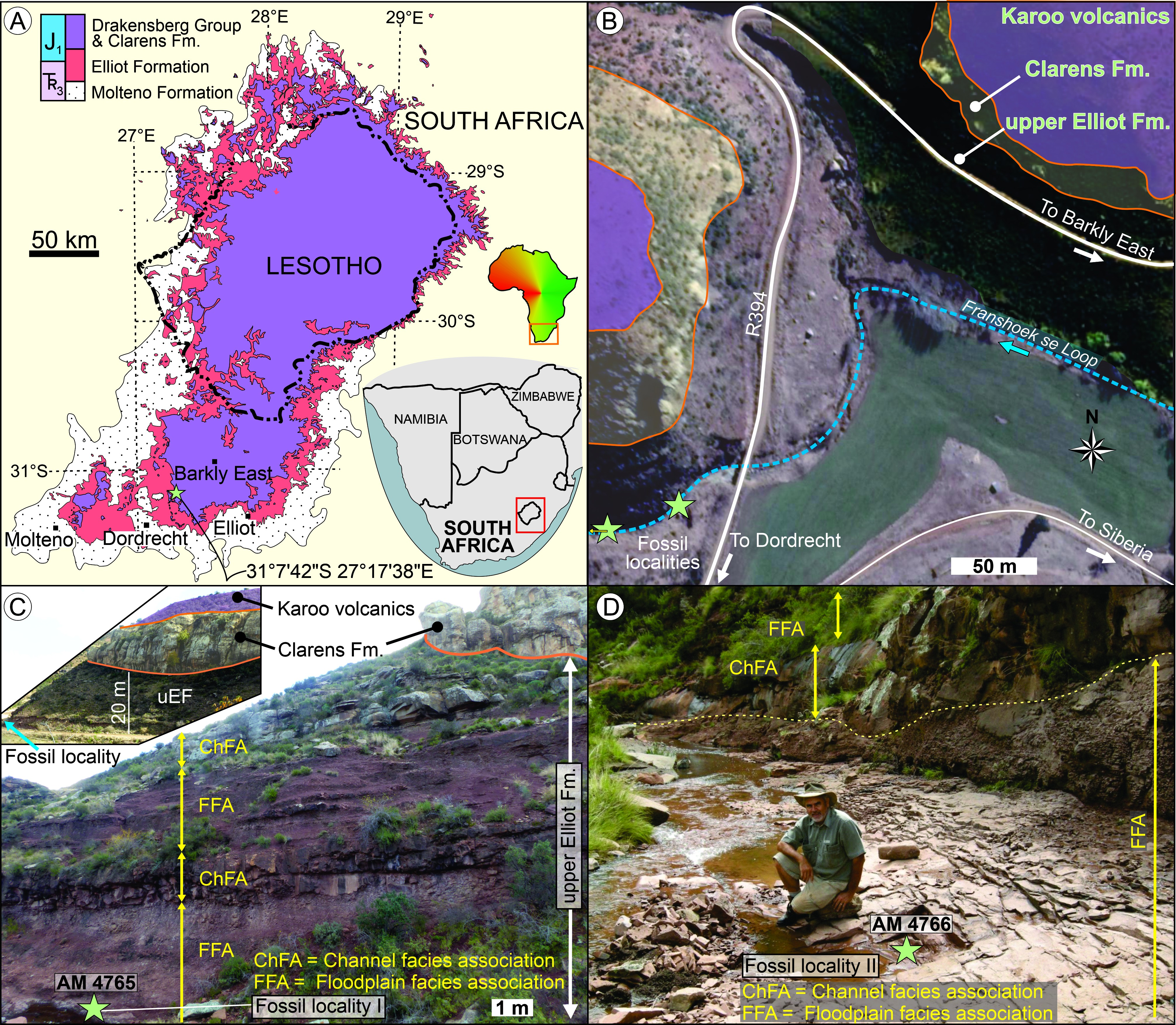
Mapasestratigráficos de contexto e localidade dos espécimes AM 4766 e 65

O Heterodontosaurus é conhecido a partir de fósseis encontrados em formações do Supergrupo Karoo, incluindo a Formação Elliot Superior e a Formação Clarens, que datam dos estágios Hettangiano e Sinemuriano do Jurássico Inferior, cerca de 200-190 milhões de anos atrás. Originalmente, pensava-se que o Heterodontosaurus era do período Triássico Superior. A Formação Elliot Superior consiste em lamito vermelho/roxo e arenito vermelho/branco, enquanto a Formação Clarens, um pouco mais jovem, consiste em arenito branco/creme. A Formação Clarens é menos rica em fósseis do que a Formação Elliot Superior; seus sedimentos também costumam formar falésias, restringindo a acessibilidade dos caçadores de fósseis. A mesma é caracterizada por animais que parecem ter uma constituição mais leve do que os da Formação Elliot Inferior, o que pode ter sido uma adaptação ao clima mais seco desta época no sul da África. Ambas as formações são famosas por seus abundantes fósseis de vertebrados, incluindo anfíbios temnospondyli, tartarugas, lepidossauros, aetossauros, crocodilomorfos e cinodontes não mamíferos.
Outros dinossauros dessas formações incluem o genassauro Lesothosaurus, o sauropodomorfo basal Massospondylus e o terópode Megapnosaurus. A Formação Elliot Superior mostra a maior diversidade conhecida de heterodontossaurídeos de qualquer unidade rochosa; além do Heterodontosaurus, continha Lycorhinus, Abrictosaurus e Pegomastax. Ainda outro membro da família, o Geranosaurus, é conhecido na Formação Clarens. A alta diversidade de heterodontossaurídeos levou os pesquisadores a concluir que diferentes espécies podem ter se alimentado de fontes alimentares separadas, a fim de evitar a competição (divisão de nicho). Com sua dentição altamente especializada, o Heterodontosaurus pode ter sido especializado em material vegetal resistente, enquanto o Abrictosaurus menos especializado pode ter consumido predominantemente vegetação mais macia. A posição dos espécimes individuais de heterodontossaurídeos dentro da sucessão rochosa é pouco conhecida, tornando difícil determinar quantas dessas espécies realmente eram coevas e quais espécies existiram em épocas distintas.